# Pandavas

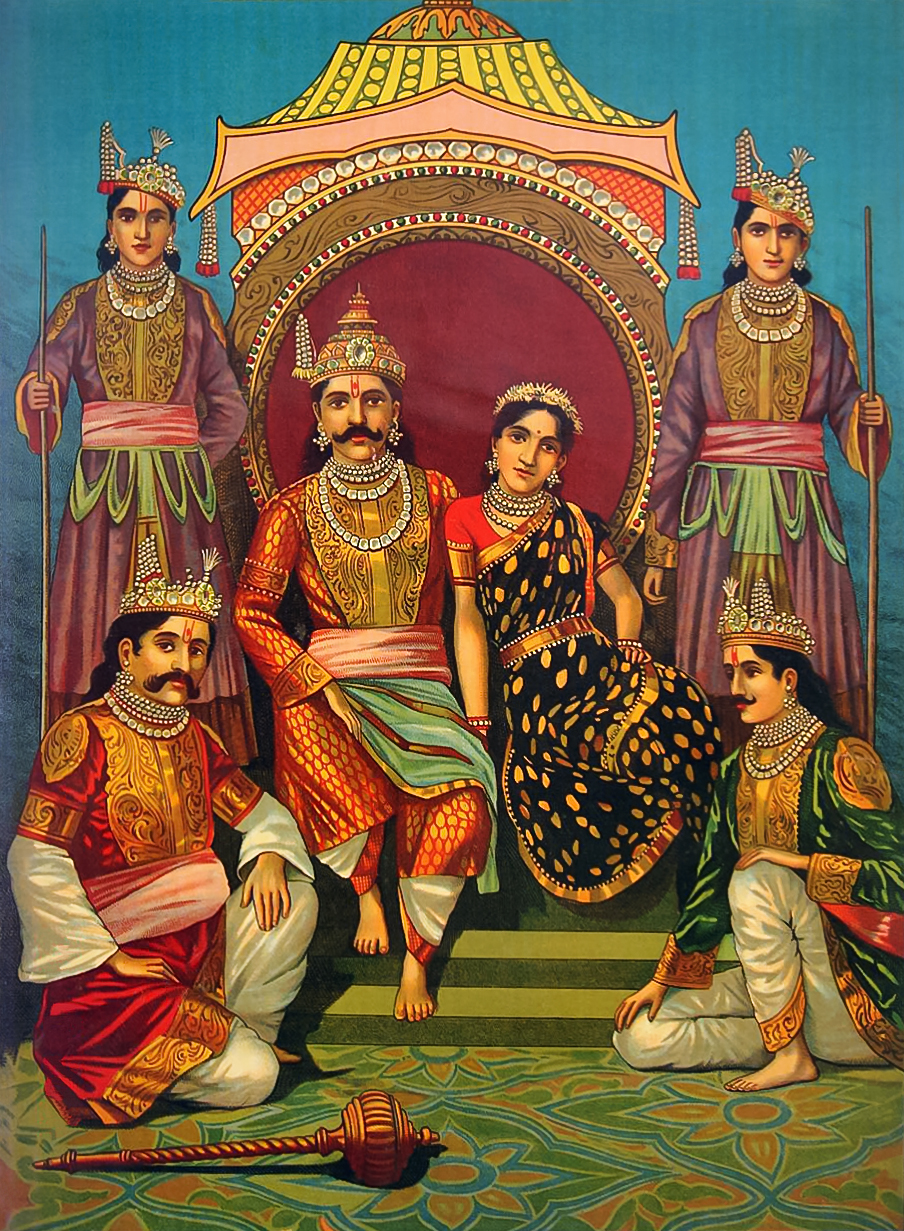
Pandavasbröderna med deras gemensamma gemål.

Pandavas är i den hinduiska mytologin i Indien fem söner till guden Pandu och hans två hustrur Kunti och Madri.
När Pandu dog uppfostrades Pandavas av hans halvbror Dhritarashtra. En rivalitet uppstod mellan Pandavas och Dhritarashtras egen söner Duryodhana. Pandavasbrödernas flykt och senare deras landsflykt är en av handlingarna i Mahabharata.